# Villa Fiorentina (Cannes)
Pour les articles homonymes, voir Villa Fiorentina.
La villa Fiorentina est une résidence de villégiature construite en 1880 à Cannes, dans les Alpes-Maritimes. Transformé en copropriété en 1953, cet édifice est entouré de jardins à l'italienne en terrasses aménagés avant la Première Guerre mondiale.

## Historique
Édifiée en 1880, par un parlementaire anglais Sir Julian Goldsmith, elle est d'abord louée à partir de novembre 1892, par Philippe comte Vitali qui, finalement, l'achète le 18 mars 1894. Il y fait complètement réaménager le parc, initialement à l'Anglaise, en un parc d'inspiration toscane. Il s'agit d'un ensemble de terrasses qui regroupe de riches collections de fleurs et plantes ornementales, avec bassins , fontaines, statues, puits vénitien, temple d'amour et même une rivière artificielle. Il fait également réaliser, sur la gauche de la Villa, un jardin d'hiver ainsi qu'une chapelle d'inspiration florentine, dont la cloche et les façades portent ses armes.
Elle sert d'hôpital auxiliaire durant la Première Guerre mondiale pour les soldats blessés.
La chapelle, acquise en 1953 par le peintre Emmanuel Bellini (1904-1989), devient l'atelier de l'artiste. Elle est aujourd'hui devenue un musée et connue sous le nom de chapelle Bellini.

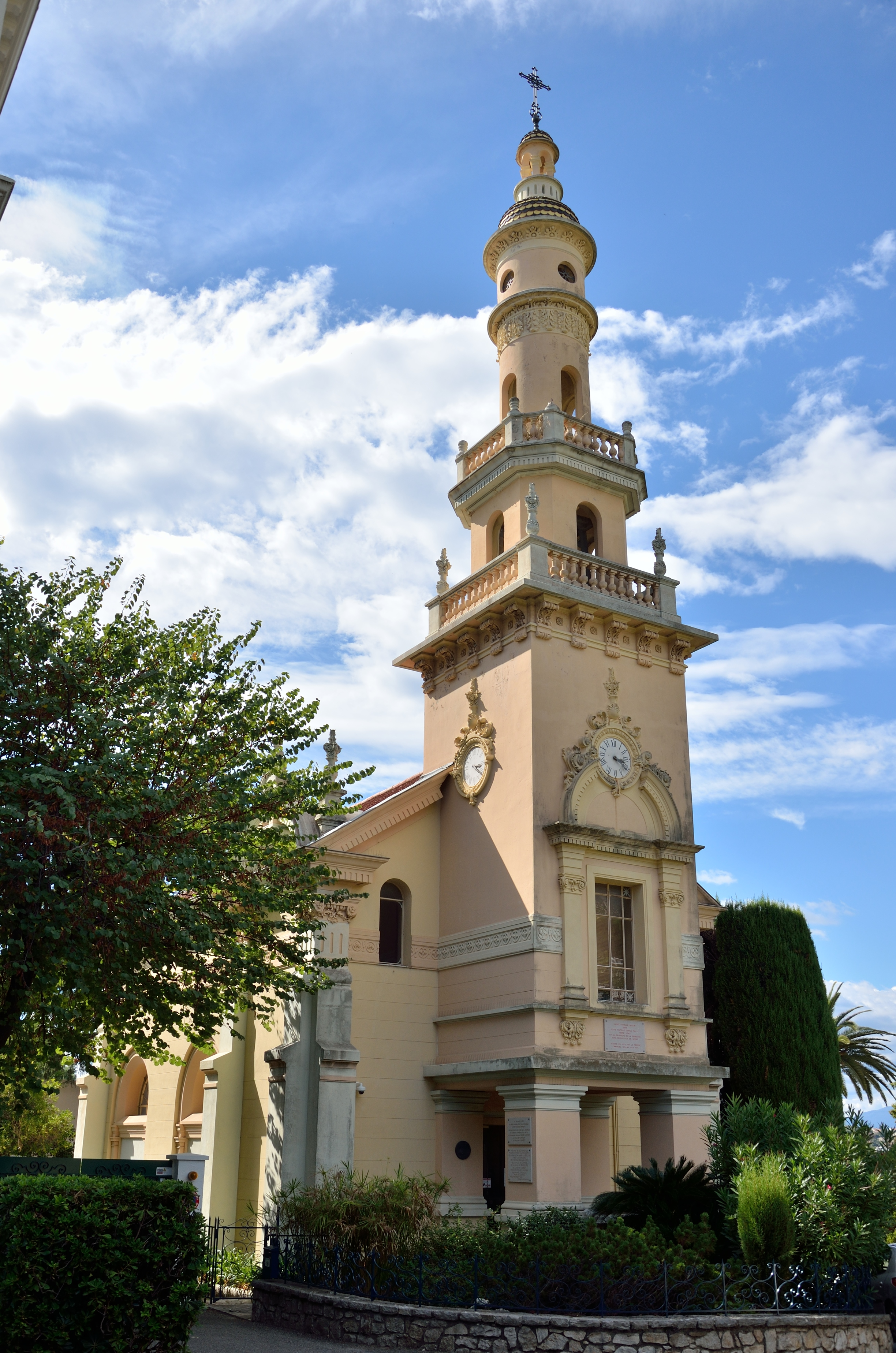
La chapelle Bellini, dans le domaine de la villa Fiorentina.

## Protection du patrimoine
La villa Fiorentina est une copropriété privée située 5 avenue de Poralto dans le quartier de La Californie à Cannes. Elle fait l'objet d'une inscription à l'Inventaire général du patrimoine culturel au titre du recensement du patrimoine balnéaire de Cannes.